# 川口市立里小学校
川口市立里小学校（かわぐちしりつ さとしょうがっこう）は、埼玉県川口市里にある公立小学校。

## 沿革
- 1968年4月1日 - 鳩ヶ谷市立鳩ヶ谷小学校、鳩ヶ谷市立辻小学校を仮校舎に鳩ヶ谷市立里小学校として開校
- 1968年8月 - 校章制定
- 1968年9月1日 - 現在地に校舎落成、移転
- 1968年10月1日 - 開校記念日制定
- 1968年12月 - 校旗制定
- 1970年4月1日 - 鳩ヶ谷市立桜町小学校を分離
- 1970年12月 - 校歌制定
- 2011年10月11日 - 川口市と鳩ヶ谷市の合併により川口市立里小学校に改称[1]

## 教育目標
- 心豊かでやさしい子
- 進んで学ぶ子
- 健康でたくましい子[2]

## 通学区域
- 里 - 全域
- 桜町1丁目 - 全域[3]